# Snehvide (Disney)
 For alternative betydninger, se Snehvide (flertydig). (Se også artikler, som begynder med Snehvide)
Snehvide er hovedpersonen i Disneyfilmen Snehvide og de syv dværge fra 1937. Hun er baseret på figuren Snehvide fra Brødrene Grimms eventyr af det samme navn. Hun er også den ældste Disney-prinsesse.
I 2025 producerede Disney nyfortolkningen Snehvide, hvor rigtige levende skuespillere præsenterede handlingen. Rollen som Snehvide blev spillet af latinaen Rachel Zegler.

## Snehvide og de syv dværge
spoiler
I Snehvide og de syv dværge er Snehvide en prinsesse, hvis mor er død, og derfor opfostres hun af sin stedmor. Det magiske spejl fortæller stedmoren, at Snehvide er smukkere end hende, og derfor prøver stedmoren at dræbe Snehvide. Snehvide flygter dog ud i skoven og møder syv små dværge i en hytte.